# Westgöthe
Westgöthe, även Vestgöte eller Västgöte, var en svensk medeltida frälsesläkt från Västergötland. Ätten utdog innan Sveriges Riddarhus grundades 1625, varför den aldrig introducerades där som adelsätt.

## Medlemmar i urval
1. Gustaf Westgöthe. [1]
  1. Arvid Gustafsson Westgöthe, deltog tidigt i upproret mot Kristian II och var efter slaget vid Västerås en bland Gustav Vasas skickligaste och tillgivnaste hövdingar. Han intog Stegeborg, och slog den danske amiralen Søren Norby i en träffning på julafton 1521. Efter erövringen av Kalmar blev han fogde över Kalmar och Öland. Han var hatad av Nils Dacke och på sin ålderdom, år 1542 under Dackefejden, överfölls hans gård, varvid han släpades ut ur huset, avkläddes, bands vid ett träd och sköts till döds med lod och pilar.[2] Gift med Karin Eriksdotter (Bielke af Åkerö), i hennes 2:a gifte (tidigare gift med Tönne Eriksson (Tott)). Karin Eriksdotter var dotter till riddaren och riksrådet Erik Turesson (Bjelke af Åkerö) till Benhammar, Häradssäter och Räfvelstad, och Gunilla Johansdotter (Bese).[3]
    1. Anna Arvidsdotter Westgöthe, död 1587, gift 1) med Jöns Ulfsson (Soop), gift 2) med bonden Joen Andersson, död 1577, och gift 3) med ståthållaren Knut Jönsson (Lillie).[1]
    2. Sigge Westgöthe, död 1611.

- Anders Westgöthe till Vik i Birkkala socken, Finland, gift 1) med Margareta Olofsdotter till Vik, gift 2) med Agneta Clemetsdotter.[4]

1. Agneta Andersdotter, (hennes mor var Margareta Olofsdotter) gift 1) med Erik Simonsson till Vik och gift 2) med Hans Hansson till Monikkala.[5]
2. Claes Andersson (Västgöte), (hans mor var Margareta Olofsdotter) död 1563, avrättad i Stockholm för delaktighet i hertig Johans upprorsförsök mot kung Erik XIV. Gift med Karin Hansdotter (sparre och tre stjärnor), dotter till Hans Classon och Ingeborg Åkesdotter. Karin Hansdotter var senare gift med Knut Hoordel. Hon hade också varit hertig Johans älskarinna. Hennes tre barn med hertigen blev 1577 adlade Gyllenhjelm.[6]
  1. Brita Klasdotter, gift med friherre Karl Gustavsson (Stenbock), död 1609, ståthållare på Kalmar slott.
3. Malin Andersdotter, (hennes mor var Agneta Clemetsdotter) gift med 1) Nils Eriksson Skalm och gift 2) med Bertil Eriksson till Attu.[7]

- Lars Westgöthe, hertig Karls stallmästare 1570–1571, hövitsman vid Nyköpingshus, fick bland annat gårdarna Målby, Sofielund, Skedevi och Hornsund utanför Flen i förläning av hertig Karl.[8]